# Bay, Laguna
Bay là một đô thị hạng 3 ở tỉnh Laguna, Philippines. Theo điều tra dân số năm 2000 của Philipin, đô thị này có dân số 50.756.

## Các đơn vị hành chính
Bay được chia ra 16 barangay.
- Bitin
- Calo
- Dila
- Maitim
- Masaya
- Paciano Rizal
- Puypuy
- San Antonio
- San Isidro
- Talahiban
- Santo Domingo
- Tagumpay
- Tranca
- San Agustin
- San Nicolas
- Hangan 2